# Eyzahut
 Eyzahut  là một xã thuộc tỉnh Drôme trong vùng Auvergne-Rhône-Alpes đông nam nước Pháp. Xã Eyzahut nằm ở khu vực có độ cao từ 285-872 mét trên mực nước biển.